# Стародуб
Стародуб (на руски: Стародуб; на полски: Starodub) е град в Русия, административен център на Стародубски общински окръг на Брянска област. Населението на града към 1 януари 2018 година е 18 615 души.
От средата на XII век до 1517 г. град Стародуб е бил столица на Стародубското княжество (в историко-географската област Северщина).
 

От средата на XVII век до 1781 г. град Стародуб е бил административен център на Стародубския полк – териториално-административна единица на Казашкото хетманство, а по-късно на Руската империя в периода 
- Град Стародуб между 1885 и 1900 г.
- Катедралата „Рождество Христово“ (построена от казаци през 1677 г.)
- Снимка от ок. 1910 г.
- Снимка от ок. 1901-1917 г.
- Иконостасът, 1908 г.